# 54e division de réserve (Empire allemand)
Pour les articles homonymes, voir 54e division.
La 54e division de réserve (wurtembergeoise) est une unité majeure de l'armée wurtembergeoise pendant la Première Guerre mondiale de 1914 à 1918.

## Histoire
Dans une lettre du 16 août 1914, le ministère prussien de la Guerre demande aux ministères de la Guerre de Saxe et du Wurtemberg (de) de créer un corps d'armée saxon-wurtembergeois (27e corps de réserve (de)). Les deux ministères de la Guerre conviennent alors que le Wurtemberg disposera d'un état-major de division (54e division de réserve), de trois régiments d'infanterie de réserve, d'un département de cavalerie de réserve, de l'état-major d'un régiment d'artillerie de campagne de réserve, de deux régiments d'artillerie de campagne de réserve, d'une compagnie médicale de réserve, d'un colonne de munitions d'artillerie de réserve, deux hôpitaux de campagne de réserve et un Un dépôt de réserve pour chevaux devrait être créé. Les troupes restantes appartenant à la division doivent être formées par le contingent saxon. Par arrêté du 21 août 1914, la division se voit également attribuer un commandant de brigade d'infanterie. Toutes les unités doivent être mobiles le 10 septembre 1914 et pouvoir être utilisées au plus tard le 10 octobre 1914,.
Les régiments d'infanterie de réserve sont formés à partir des 3e et 4e compagnies de réserve des bataillons de réserve des régiments actifs, mises sur pied en août 1914, ainsi qu'à partir de membres de la réserve et de la Landwehr disponibles sur place, et de volontaires de guerre. Après la mise sur pied et la mobilisation, les troupes wurtembergeoises quittent le 11 octobre 1914 le zone d'entraînement militaire de Münsingen pour rejoindre la région de Leuze en Belgique le 11 octobre 1914. C'est là qu'arrivent également les formations saxonnes appartenant à la 54e division de réserve (wurtembergeoise). Jusqu'au printemps 1917, celles-ci sont progressivement retirées et la division devient ainsi une formation purement wurtembergeoise. Le 25 août 1918, le commandement suprême de l'armée demande au ministère de la guerre du Wurtemberg la dissolution de la division, épuisée et exsangue. La dissolution est approuvée par le roi Guillaume II et exécutée par un décret du 30 août 1918.
L'état-major de la 54e division de réserve et le 70e commandant d'artillerie wurtembergeois sont ensuite utilisés comme état-major supérieur dans la zone du groupe d'armées duc Albert. Le 54e régiment d'artillerie de campagne de réserve et le 2e bataillon du 24e régiment d'artillerie à pied de réserve continue à être utilisé comme unité militaire. Tous les autres états-majors et formations sont dissous ; Les restes des régiments d'infanterie de réserve sont utilisés pour reconstituer d'autres divisions du Wurtemberg. Le 246e régiment devient la 204e division d'infanterie, le 247e régiment la 27e division d'infanterie et le 248e régiment la 243e division d'infanterie (de)
Les quatre années d'histoire de la division se sont officiellement terminées le 31 août 1918

### Garnisons
Formée comme une formation de guerre, la division n'a pas de garnison en temps de paix.

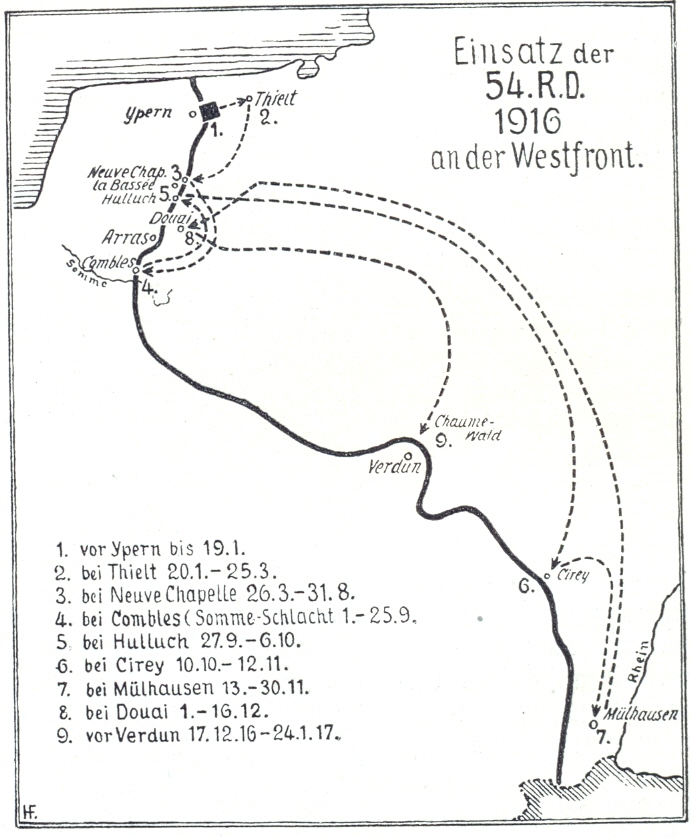
Déploiement de la division sur le front occidental en 1916.

### Calendrier de bataille

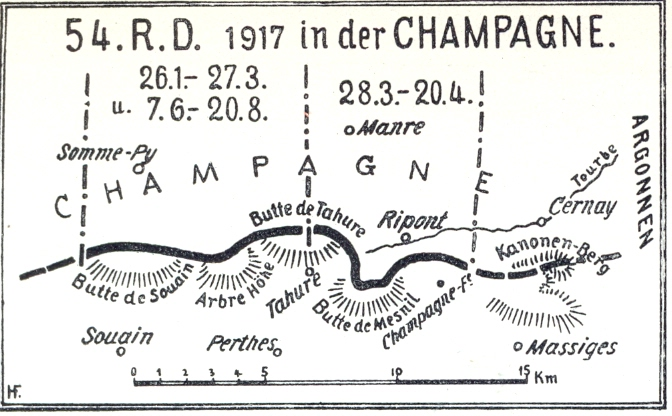
Le partage en Champagne en 1917.

La division est mobilisée au début de la Première Guerre mondiale dans le cadre du 27e corps de réserve (de) formé et utilisé exclusivement sur le front occidental au cours de la guerre. Du 18 octobre au 30 novembre 1914, participe à la bataille d'Ypres. Entre le 20 et le 30 octobre, Becelaere est capturée et l'avancée sur Gheluvelt est réalisée. Du 1er décembre 1914 au 21 avril 1915, guerre de tranchées près d'In-den-Ster-Reutel, dans le Polygonewald et sur l'Yser. Du 22 avril au 25 mai 1915, combat pour Ypres. Du 26 mai au 31 janvier 1916, guerre de tranchées sur l'Yser.
Du 31 janvier au 30 mars 1916 réserve de l'OHL. Du 31 mars au 23 juin, guerre de tranchées en Flandre et en Artois. Du 24 juin au 7 juillet, combats de reconnaissance et de démonstration du 6 Armée. Du 7 juillet au 26 août, guerre de tranchées à nouveau en Flandre et en Artois. Du 6 au 25 septembre, participe à la bataille de la Somme. Du 25 septembre au 15 décembre, guerre de tranchées à nouveau en Flandre et en Artois, entre-temps du 12 octobre au 3 décembre, guerre de tranchées en Lorraine. Du 15 décembre au 30 janvier 1917, guerre de tranchées devant Verdun. Du 31 janvier au 3 mai 1917, guerre de tranchées en Champagne. Du 3 au 27 mai, participation à la double bataille Aisne-Champagne. Du 28 mai au 10 juin, guerre de tranchées devant Reims. Du 10 juin au 20 août, guerre de tranchées en Champagne. Du 20 août au 9 octobre, déployé dans la bataille défensive près de Verdun. Du 9 au 20 octobre, guerre de tranchées près de Verdun. Du 22 octobre au 3 décembre, participation à la Bataille d'Automne des Flandres. Du 4 décembre au 13 mars 1918, guerre de tranchées en Flandre. Du 14 au 20 mars 1918, combats à la ligne Siegfried et préparation de la Grande Bataille de France. Du 21 mars au 6 avril, participe à la Grande Bataille de France. Du 7 avril au 7 août, combats sur l'Ancre, la Somme et l'Avre. Du 8 au 20 août, déployé dans la bataille défensive entre la Somme et l'Avre. Du 22 au 23 août Participation à la bataille Albert-Péronne. La division est ensuite dissoute le 31 août.

## Organisation

### Affiliation à une unité
La division est affectée au 27e corps de réserve subordonné au général von Carlowitz et fait partie de la 4e armée sous le commandement du duc Albert de Wurtemberg.
En mars 1916, il y a un changement de subordination à la 6e armée. Par arrêté militaire du 30 septembre 1916, la division est retirée du 27e corps de réserve dissous et subordonné au détachement d'armée A en tant que division indépendante wurtembergeoise. En tant que réserve actuelle du commandement suprême de l'armée, elle est confiée en décembre 1916 au  6e corps de réserve et donc affecté à nouveau là 6e armée. La division n'y reste que peu de temps, puisqu'elle est transférée à la mi-décembre 1916 au 14e corps d'armée.
Vers la fin janvier 1917, elle est affectée au secteur du 12e corps d'armée et est donc subordonnée à la 3e armée. Continuant à être utilisée comme groupe d'armées de réserve, la division est subordonnée au groupe Prosnes (1re armée, 3e corps d'armée) en mai 1917 comme division d'intervention. En octobre 1917, elle est à nouveau rattachée à la 4e armée, puis, à partir de mars 1918, au groupe Caudry du 13e corps d'armée de la 2e armée.
Par ordre de l'armée du 6 avril 1918, la division est mise à la disposition du 23e corps de réserve et quitte à nouveau la zone de commandement du 13e corps d'armée. Ensuite, la division est placée au 54e commandement général et finalement dissous en août 1918.

### Composition

#### Organisation de guerre le 10 octobre 1914
- Personnel divisionnaire
- Commandant de brigade d'infanterie wurtembergeois
  - 245e régiment d'infanterie de réserve saxon[11],[A 3]
  - 246e régiment d'infanterie de réserve wurtembergeois
  - 247e régiment d'infanterie de réserve wurtembergeois
  - 248e régiment d'infanterie de réserve wurtembergeois
  - 26e bataillon de chasseurs à pied de réserve saxon[12],[A 4]
- 54e division de cavalerie de réserve wurtembergeoise
- 54e régiment d'artillerie de campagne de réserve wurtembergeois
- 54e compagnie du génie de réserve saxonne[13],[A 5]
- 54e train-pont de la division de réserve saxon
- 54e compagnie médicale de réserve wurtembergeoise
- 93e hôpital de campagne de réserve wurtembergeois
- 94e hôpital de campagne de réserve wurtembergeois
- 55e colonne de munitions d'infanterie de réserve saxonne
- 73e colonne de munitions d'artillerie de réserve saxonne
- 74e colonne de munitions d'artillerie de réserve wurtembergeoise
- 88e colonne de véhicules de réserve saxonne
- 89e colonne de véhicules de réserve saxonne
- 34e colonne de boulangerie de réserve saxonne
- 27e dépôt de chevaux de réserve wurtembergeois[14]

#### Organisation de guerre à partir du 8 mars 1918
- 107e brigade d'infanterie de réserve
  - 246e régiment d'infanterie de réserve
  - 247e régiment d'infanterie de réserve
  - 248e régiment d'infanterie de réserve
  - 54e détachement de cavalerie de réserve
- 70e commandant d'artillerie
  - 54e régiment d'artillerie de campagne de réserve
  - 2e bataillon du 24e régiment d'artillerie à pied de réserve
- 354e bataillon du génie
- 454e commandant divisionnaire du renseignement

#### Organisation de guerre en août 1918
- Personnel divisionnaire
- 107e brigade d'infanterie de réserve[15],[A 6]
  - 245e régiment d'infanterie de réserve wurtembergeois
  - 247e régiment d'infanterie de réserve wurtembergeois
  - 248e régiment d'infanterie de réserve wurtembergeois
- 54e division de cavalerie de réserve wurtembergeoise
- 70e commandant d'artillerie wurtembergeois
  - 54e régiment d'artillerie de campagne de réserve
- 354e bataillon du génie wurtembergeois
- 545e commandant du renseignement divisionnaire wurtembergeois
- 536e compagnie médicale wurtembergeoise
- 93e hôpital de campagne de réserve wurtembergeois
- 94e hôpital de campagne de réserve wurtembergeois
  - 140e département radio de la division wurtembergeois
- 741e colonne de véhicules automobiles de la division wurtembergeoise
- Dépôt de recrues de campagne wurtembergeois de la 54e division de réserve
- 246e hôpital équestre wurtembergeois[16]

### Commandants
| Grade                  | Nom                      | Date                                  |
| ---------------------- | ------------------------ | ------------------------------------- |
| General der Infanterie | Friedrich von Gerok      | 1er au 11 septembre 1914              |
| General der Infanterie | Paul von Schaefer (de)   | 12 septembre 1914 au 17 janvier 1916  |
| Generalleutnant        | Karl Albert von Knoerzer | 18 janvier 1916 au 27 juillet 1917,   |
| Generalleutnant        | Adolf von Wencher        | 28 juillet 1917 au 28 juin 1918       |
| Generalmajor           | Gustav Köhler            | 29 juin au 31 août 1918 (dissolution) |

## Divers

### Valeur au combat
Après les durs combats de l'été 1918, les Alliés jugent la division de second ordre. Vers la fin de son existence, elle est épuisée et saignée à blanc. Au 12 août 1918, l'effectif de combat des 246e régiment d'infanterie de réserve est encore de 323 hommes, le 247e est encore de 280 hommes et le 248e est encore de 231 hommes. En comparaison : un régiment mobilisé compte jusqu'à 3 200 hommes en temps de guerre.

## Remarques
1. ↑  Wurde zur Aufstellung der am 6. Dezember 1914 gebildeten 107. (Württ.) Reserve-Infanterie-Brigade verwendet.
2. ↑  Teilweise in der Literatur später genannte Daten wie zum Beispiel 3. oder 7. September 1918 beziehen sich darauf, dass sich die Abwicklung der Auflösung natürlich über mehrere Tage hingezogen hat.
3. ↑  Das Regiment wurde am 23. Oktober 1916 zur 192. Infanterie-Division abbefördert und schied aus dem Divisionsverband.
4. ↑  Schied im März 1916 aus dem Divisionsverband.
5. ↑  Die Kompanie wurde am 17. Januar 1917 der 219. Infanterie-Division unterstellt.
6. ↑  Mit Verfügung des Württ. Kriegsministeriums vom 6. Dezember 1914 wurden die 107. und 108. (Württ.) Reserve-Infanterie-Brigaden gebildet, nachdem mit Verfügung vom 22. November 1914 schon ein zweiter Infanterie-Brigade-Kommandeur zur Division getreten war. Der hierzu ernannte Generalmajor von Erpf traf am 4. Dezember 1914 dort ein.
7. ↑  Von Knoerzer und sein Nachfolger von Wencher "tauschten" die Divisionen. Von Knoerzer übernahm zum 28. Juli 1917 von Wenchers 7. (Württ.) Landwehr-Division.